# Граф Керри

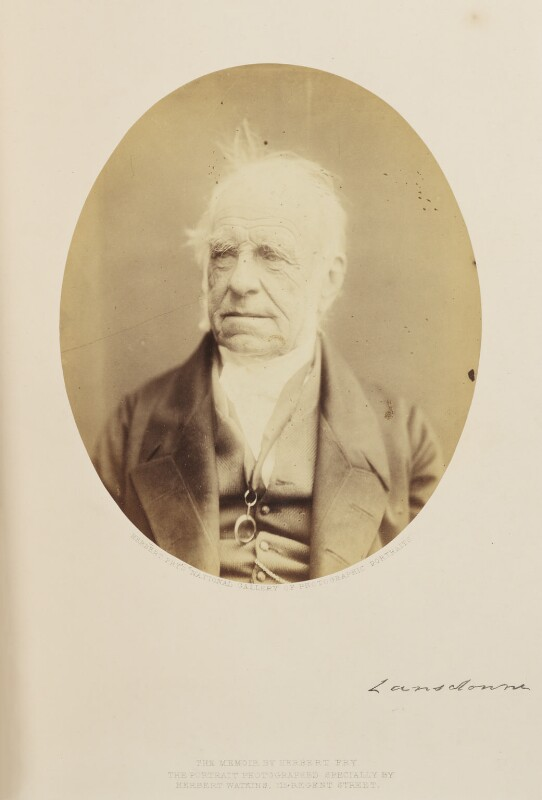
Генри Петти-Фицморис, 3-й маркиз Лансдаун, 4-й граф Керри, 24-й барон Керри (1780—1863)

 Барон Керри (англ. Baron Kerry, Earl of Kerry) — старинный дворянский титул в системе Пэрства Ирландии. Он был создан около 1223 года для Томаса Фицмориса (ум. ок. 1260).

## История
В 1325 году Морис Фицмори, 4-й барон Керри, убил Диармейта Оскара Маккарти (сына Кормака Мора Маккарти) в городе Трали. За этот поступок Морис был осужден парламентом в Дублине, а его земли были конфискованы. Только после его смерти конфискация была отменена, родовые земли были возвращены его брату, Джону Фицморису, 5-му барону Керри.
В 1537 году для Эдмонда, Фицмориса, 11-го барона Керри были созданы титулы барона Одорни и виконта Килмаул в Пэрстве Ирландии. Но после его смерти в 1541 году оба этих титула прервались, а титул барона Керри унаследовал его младший брат, Патрик Фицморис, 12-й барон Керри.
В 1723 году Томас Фицморис, 21-й барон Керри (1668—1741), получил титул графа Керри в Пэрстве Ирландии. Его младший сын, Джон Петти (1706—1761), получил титул графа Шелберна в Пэрстве Ирландии в 1753 году, а его сын, Уильям Петти, 2-й граф Шелбурн (1737—1805), в 1784 году получил титул 1-го маркиза Лансдауна. В 1818 году Генри Петти-Фицморис, 3-й маркиз Лансдаун (1780—1863), младший сын 1-го маркиза, после смерти своего двоюродного брата, унаследовал титулы 4-го графа Керри и 24-го барона Керри.

## Бароны Керри (1223)
- Томас Фицморис, 1-й барон Керри (умер около 1260 года), сын Роберта Фицмориса и внук Мориса Фиц-Джеральда (ок. 1100—1176), лорда Лланстефана, Мейнута и Нейса
- Морис Фицтомас Фицморис, 2-й барон Керри (умер 1303), сын предыдущего
- Николас Фицморис, 3-й барон Керри (умер 1324), сын предыдущего
- Морис Фицморис, 4-й барон Керри (умер 1339), старший сын предыдущего
- Джон Фицморис, 5-й барон Керри (умер 1348), младший брат предыдущего
- Морис Фицморис, 6-й барон Керри (умер 1398), сын предыдущего
- Патрик Фицморис, 7-й барон Керри (умер около 1410 года), сын предыдущего
- Томас Фицморис, 8-й барон Керри (умер 1469), сын предыдущего
- Эдмонд Фицморис, 9-й барон Керри (умер 1498), сын предыдущего
- Эдмонд Фицморис, 10-й барон Керри (умер 1543), сын Томаса Фицмориса и внук Эдмонда Фицмориса, 9-го барона Керри
- Эдмонд Фицморис, 11-й барон Керри (умер 1541), старший сын предыдущего. С 1537 года носил титул виконта Килмаула.

## Виконты Килмаул (1537)
- Эдмонд Фицморис, 1-й виконт Килмаул (умер 1541), старший сын Эдмонда Фицмориса, 10-го барона Керри

## Бароны Керри (1223, возвращение креации)
- Патрик Фицморис, 12-й барон Керри (умер 1547), второй сын Эдмонда Фицмориса, 10-го барона Керри
- Томас Фицморис, 13-й барон Керри (умер 1549), старший сын предыдущего
- Эдмонд Фицморис, 14-й барон Керри (умер 1549), младший брат предыдущего
- Джеральд Фицморис, 15-й барон Керри (умер 1 августа 1550), третий сын Эдмонда Фицмориса, 10-го барона Керри, дядя предыдущего
- Томас Фицморис, 16-й барон Керри (ок. 1502 — 16 декабря 1590), младший брат предыдущего
- Патрик Фицморис, 17-й барон Керри (ок. 1541 — 12 августа 1600), сын предыдущего
- Томас Фицморис, 18-й барон Керри (1574 — 3 июня 1630), сын предыдущего
- Патрик Фицморис, 19-й барон Керри (1595 — январь 1661), сын предыдущего
- Уильям Фицморис, 20-й барон Керри[англ.] (1633 — март 1697), сын предыдущего
- Томас Фицморис, 21-й барон Керри (1668 — 16 марта 1741), старший сын предыдущего. С 1723 года — 1-й граф Керри.

## Графы Керри (1723)
- Томас Фицморис, 1-й граф Керри (1668 — 16 марта 1741), старший сын Уильяма Фицмориса, 20-го барона Керри
- Уильям Фицморис, 2-й граф Керри[англ.] (2 марта 1694 — 4 апреля 1747), старший сын предыдущего
- Френсис Томас Фицморис, 3-й граф Керри[англ.] (9 сентября 1740 — 4 июля 1818), единственный сын предыдущего
- Генри Петти-Фицморис, 3-й маркиз Лансдаун, 4-й граф Керри (2 июля 1780 — 31 января 1863), единственный сын генерала Уильяма Петти, 1-го маркиза Лансдауна (1737—1805), от второго брака с леди Луизой Фицпатрик (1755—1789)

Все последующие маркизы Лансдаун носили титул графов и баронов Керри.